# Dryas integrifolia
Dryas integrifolia is een bloeiende plant uit de rozenfamilie. De soort komt voor in de noordelijke delen van Noord-Amerika, van Alaska en Canada tot in Groenland. Het is een veel voorkomende soort in het Noordpoolgebied en waarschijnlijk de meest voorkomende bloeiende plant op een aantal westelijke Canadese Arctische Eilanden. De plant wordt aangetroffen in diverse koude en natte habitats, zoals toendra's, weiden, rivierdalen en puinhellingen.